# José Oneto Revuelta
José Manuel Oneto Revuelta, també conegut com a Pepe Oneto, (San Fernando, 14 de març de 1942 – Sant Sebastià, 7 d'octubre de 2019) fou un periodista espanyol. Es llicencià en periodisme i començà la seva trajectòria professional al diari Madrid fins que va tancar el 1970. Durant la transició espanyola va incorporar-se a les agències France Presse i Colpisa, de manera que les seves cròniques polítiques es van publicar fins i tot a La Vanguardia. El 1974 es va incorporar a Cambio 16, on hi escrivia sobre informació política i econòmica. El 1975 fou nomenat sotsdirector de la publicació i poc després director. La revista política esdevingué aleshores un dels baluards de l'obertura informativa durant la Transició i arriba a tenir un tiratge de mig milió d'exemplars. Més tard seria també nomenat Director General de Publicacions del Grupo 16.
El 1986 s'incorporà al Grup Zeta, passant a dirigir la revista Tiempo, responsabilitat en la qual roman fins a 1996. Durant aquest temps la publicació fou en una de les de més tiratge entre les revises de contingut polític. També va ser Director d'Informatius a Antena 3 Televisió (entre 1996 i 1998). En 2000 va ser nomenat membre del Consell d'Administració de l'Ens Públic de Radiotelevisió de Madrid (Telemadrid). Des de 1998 era conseller editorial del Grup Zeta i seguia escrivint a Tiempo i a El Periódico de Catalunya.
Com a comentarista polític va ser habitual a les tertúlies d'actualitat tant a la ràdio com a la televisió, col·laborà als programes La Mirada Crítica (1999-2002), de Telecinco, Hermida y Cia. (1993-1996), El Primer Café (1996-1998), Cada día (2004-2005), Ruedo Ibérico (2004-2006) i Espejo Público (2006-) a Antena 3 i Herrera en la Onda (2004-) a Onda Cero.

## Llibres
- Arias entre dos crisis 1973-1975 , 1975
- Cien días en la muerte de Francisco Franco, 1975
- José María de Areilza, 1977
- Los últimos días de un Presidente: de la dimisión al golpe de Estado, 1981
- La noche de Tejero, 1981
- ¿Adónde va Felipe?, 1983
- Comando Madrid, 1984
- El secuestro del Cambio, 1984
- Anatomía de un cambio de régimen, 1985
- La verdad sobre el caso Tejero: el proceso del siglo, 1985
- Veinte años que cambiaron España, 1999
- Cien días que cambiaron España, 2005
- 23-F. La historia no contada, 2006

## Premis
- Antena de Oro de Televisió (1996)[2]
- Premio Nacional de Periodismo (1982)[3]